# Euphorbia tithymaloides
O dois-amores (Euphorbia tithymaloides), também conhecido como dois-irmãos, picão, sapatinho-de-judeu, sapatinho-do-diabo e sapatinho-dos-jardins, é um arbusto ornamental da família das euforbiáceas. Possui látex; flores pequenas vermelhas dispostas em circunferência e em cimeira; e fruto no formato de cápsula larga, com várias sementes.